# Jeremiah Brown (Ruderer)
Jeremiah Brown (* 25. November 1985 in Hamilton, Ontario) ist ein ehemaliger kanadischer Ruderer, der 2012 olympisches Silber im Achter gewann.

## Sportliche Karriere
Der 1,98 m große Jeremiah Brown begann erst 2009 mit dem Rudersport. 2011 trat er mit dem kanadischen Achter bei der Ruder-Weltcup-Regatta in Luzern an und belegte den fünften Platz. Bei den Weltmeisterschaften 2011 in Bled ruderten Gabriel Bergen, Andrew Byrnes, Jeremiah Brown, Douglas Csima, Malcolm Howard, Conlin McCabe, Robert Gibson, Will Crothers und Steuermann Brian Price auf den dritten Platz hinter den Booten aus Deutschland und aus dem Vereinigten Königreich. 2012 stellte der kanadische Achter in der gleichen Besetzung wie im Vorjahr im Vorlauf des Ruder-Weltcups in Luzern mit 5:19,35 min eine Weltbestzeit auf, belegte im Finale aber nur den dritten Rang. Bei den Olympischen Spielen in London siegte der deutsche Achter vor den Kanadiern. 2017 unterbot der deutsche Achter auch die Weltbestzeit des kanadischen Achters von 2012.